# Rolf Thieringer
Rolf Thieringer (* 26. Dezember 1927 in Höchstberg (Gundelsheim); † 4. Januar 2022) war ein deutscher Politiker (CDU). Von 1970 bis 1992 war er Bürgermeister der Landeshauptstadt Stuttgart.

## Leben
Thieringer wuchs in Stuttgart auf. Im Zweiten Weltkrieg wurde er in Zuffenhausen und am Flughafen Stuttgart als Flakhelfer eingesetzt. Das Kriegsende erlebte er als Soldat im Salzburger Land. 1947 legte er am Karls-Gymnasium Stuttgart das Abitur ab. Anschließend ging er auf das jesuitische Berchmanskolleg in Pullach im Isartal. Dieses verließ er aber nach anderthalb Jahren wieder, weil ihm der Dogmatismus dort missfiel. Er studierte schließlich Staatswissenschaften, Philosophie, Geschichte und Geographie in München, Mainz und Tübingen. 1954 wurde er an der Eberhard Karls Universität Tübingen zum Doktor der Philosophie promoviert. Ab 1954 war er bei der Arbeitsgemeinschaft der Fremdenverkehrsverbände Baden-Württemberg tätig, zuletzt als Geschäftsführer. 1963 wurde er persönlicher Referent des Stuttgarter Oberbürgermeisters Arnulf Klett.
1970 wurde Thieringer vom Stuttgarter Gemeinderat zum Bürgermeister bzw. Beigeordneten für Gesundheit und Soziales und Soziales gewählt. 1974 bewarb er sich im parteiinternen Nominierungsverfahren für die Oberbürgermeisterwahl in Stuttgart, unterlag jedoch dem späteren Wahlsieger Manfred Rommel. 1979 wurde Thieringer schließlich als Nachfolger von Jürgen Hahn vom Gemeinderat zum Ersten Bürgermeister der Landeshauptstadt Stuttgart und zum Stellvertreter von Oberbürgermeister Rommel gewählt. Er amtierte bis zum Jahresende 1992; im Amt des Ersten Bürgermeisters folgte ihm Gerhard Lang nach.

## Ehrenamt
Thieringer war von 1975 bis 1995 Präsident des Schwimmverbands Württemberg, von 1992 bis 1996 Präsident des Württembergischen Landessportbunds und von 1993 bis 1997 Präsident des Landessportverbands Baden-Württemberg. Von 1984 bis 1992 er war Vorsitzender des Kreisverbands Stuttgart des Deutschen Rotes Kreuzes und von 1990 bis 1991 Präsident der Deutschen Krankenhausgesellschaft. Zudem war er viele Jahre Vorsitzender des Stuttgarter Kammerorchesters, Vorsitzender des Kuratoriums der Akademie der Diözese Rottenburg-Stuttgart und Vorsitzender des Stiftungsrats der Stiftung Geißstraße Sieben.

## Sonstiges
Thieringer war verheiratet und hatte zwei Kinder. Er war römisch-katholisch. Er ist auf dem Fangelsbachfriedhof in Stuttgart-Süd begraben.

## Ehrungen und Auszeichnungen
- Großes Verdienstkreuz der Bundesrepublik Deutschland (1993)
- Ehrenpräsident des Schwimmverbands Württemberg (1996)
- Otto-Hirsch-Medaille (1998)
- Ritter des Silvesterordens (2015)[6]
- 2024 wurde eine Straße in Stuttgart-Degerloch in Rolf-Thieringer-Weg umbenannt.

## Werke
- Das Verhältnis der deutschen Gewerkschaften zu Staat und politischen Parteien in der Weimarer Republik 1918 bis 1933. Die ideologischen Verschiedenheiten und taktischen Gemeinsamkeiten der Richtungsgewerkschaften. Dissertation, Universität Tübingen 1954.